# Gendrey
Gendrey ist eine Gemeinde in Frankreich. Sie gehört zur Region Bourgogne-Franche-Comté, zum Département Jura, zum Arrondissement Dole und zum Kanton Authume. 

## Geographie
Im südlichen Gemeindegebiet verläuft das Flüsschen Arne, das zum Doubs entwässert. Nachbargemeinden von Gendrey sind Ougney im Norden, Taxenne und Rouffange im Nordosten, Romain und Louvatange im Osten, Ranchot im Südosten, Orchamps und La Barre im Süden, Lavans-lès-Dole im Südwesten, Sermange und Auxange im Westen sowie Saligney im Nordwesten.

## Weblinks

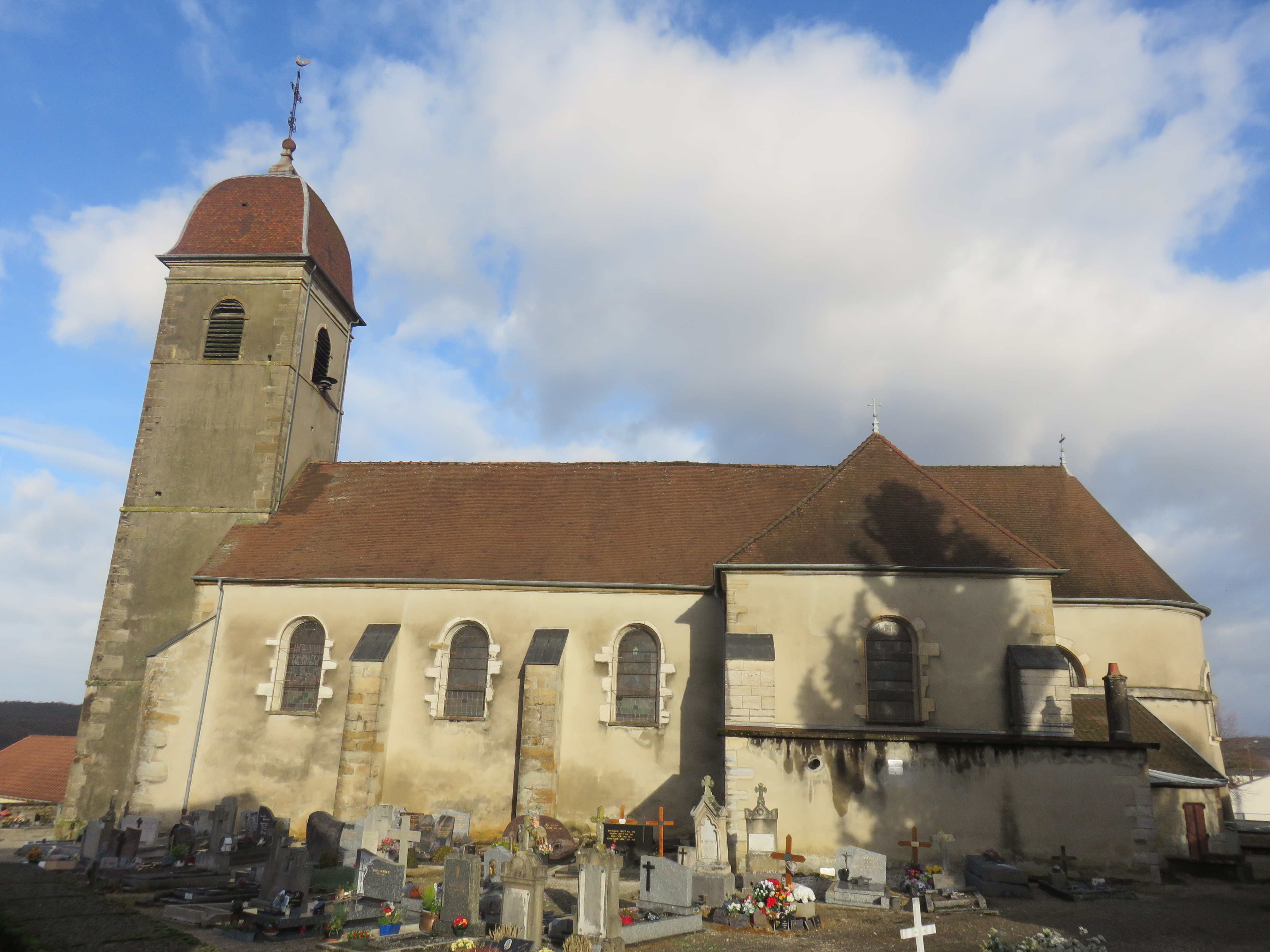
Kirche Mariä Himmelfahrt

## Bevölkerungsentwicklung
| Jahr                       | 1962 | 1968 | 1975 | 1982 | 1990 | 1999 | 2008 | 2017 |
| -------------------------- | ---- | ---- | ---- | ---- | ---- | ---- | ---- | ---- |
| Einwohner                  | 249  | 256  | 216  | 222  | 258  | 310  | 376  | 428  |
| Quellen: Cassini und INSEE |      |      |      |      |      |      |      |      |